# Saint-Leu-la-Forêt
Saint-Leu-la-Forêt is een gemeente in het Franse departement Val-d'Oise (regio Île-de-France) en telt 16.130 inwoners (2019). De plaats maakt deel uit van het arrondissement Pontoise.

## Geschiedenis
Van 10 juni 1852 tot 4 september 1870, werd Saint-Leu-la-Forêt 'Napoleon-Saint-Leu-Taverny' genoemd. Dit laat zien hoe sterk de herinnering van Napoleon was in deze prachtige Val d'Oise stad. De oorsprong van deze naam gaat terug naar 1804 met de overname van de twee kastelen in Saint-Leu door Lodewijk Napoleon, koning van Holland en broer van keizer Napoleon I: Het noordelijk kasteel gebouwd in 1645 op de plek van kasteel feodale bij Montmorency en het meer zuidelijker gelegen kasteel Ort gebouwd in 1693. Lodewijk Napoleon hield uiteindelijk alleen kasteel Ort aan. Zijn vrouw, koningin Hortense, Keizerin Josephine's dochter, wilde optimaal profiteren van het landgoed en de tuinen.

## Église Saint-Leu-Saint Gilles
Lodewijk Napoleon werd na zijn dood begraven in de uit 1690 stammende dorpskerk Église Saint-Leu-Saint Gilles, waar ook zijn zoon Napoleon Lodewijk ligt die als opvolger van zijn vader van 1 - 13 juli 1810 formeel koning van Holland (Lodewijk Napoleon II) is geweest. Ook Napoleons vader Carlo Maria Buonaparte, die in 1785 in Montpellier overleed, werd in 1819 herbegraven in de crypte in de kerk in Saint-Leu-la-Forêt.

## Geografie
De oppervlakte van Saint-Leu-la-Forêt bedraagt 5,2 km², de bevolkingsdichtheid is 2909,0 inwoners per km².

## Verkeer en vervoer
In de gemeente ligt spoorwegstation Saint-Leu-la-Forêt.
De onderstaande kaart toont de ligging van Saint-Leu-la-Forêt met de belangrijkste infrastructuur en aangrenzende gemeenten.

## Demografie
Onderstaande figuur toont het verloop van het inwonertal (bron: INSEE-tellingen).